# Lule kontrakt
för kontraktet med detta namn som fanns mellan 1959 och 1990, se Lule kontrakt (1959-1990).
Lule kontrakt är ett kontrakt inom Svenska kyrkan i Luleå stift.
Kontraktskod är 1106.

## Administrativ historik
Kontraktet bildades 1 januari 2005 av församlingar ur då upphörda Lule-Jokkmokks kontrakt
- Nederluleå församling
- Luleå domkyrkoförsamling
- Överluleå församling
- Edefors församling
- Råneå församling
- Gunnarsbyns församling
- Örnäsets församling som 2011 uppgick i Luleå domkyrkoförsamling
- Sävasts församling

Till kontrakten tillfördes 1 januari 2017 från den då upplösta Norra Lapplands kontrakt
- Jokkmokks församling

## Kontraktsprostar
| Ämbetstid | Namn           | Levnadstid | Övrigt                              |
| --------- | -------------- | ---------- | ----------------------------------- |
| 2025      | Hans Johansson |            | Kyrkoherde i Nederluleå församling. |